# 奉誠可汗
奉誠可汗（ほうせいかがん、拼音：Fèngchéng Kĕhàn、? - 795年）は、回鶻可汗国の第6代可汗。氏は薬羅葛（ヤグラカル）氏、名は阿啜。可汗号はクトゥルグ・ビルゲ・カガン（Qutluγ bilgä qaγan）といい、唐はこれに加えて骨咄禄毘伽奉誠可汗とした。奉誠可汗には子がいなかったため、彼は回鶻可汗国における最後の薬羅葛（ヤグラカル）氏可汗となった。

## 生涯
忠貞可汗の子として生まれる。
貞元6年（790年）4月、忠貞可汗が少可敦の葉公主に毒殺され、忠貞可汗の弟は簒立して可汗となった。しかし、まもなく彼らも国人たちに殺され、まだ若い忠貞可汗の子である阿啜（アチュル？）が立てられて可汗となった。6月、大相の頡于迦斯（イル・オゲシ）が西の吐蕃征討から帰還すると、可汗阿啜と国人たちは彼を出迎え、ひれ伏して可汗廃立の事情を説明するとともに、留守中に惨事を起こしたことを陳謝した。事情を聞いた頡于迦斯は新たな可汗に臣下の礼を執るとともに忠貞可汗の死を悲しんだ。10月、可汗阿啜は達比特勤梅録将軍を唐へ派遣して忠貞可汗の死を報告した。
貞元7年（791年）5月、徳宗は鴻臚少卿の庾鋋を派遣し、阿啜を冊立して奉誠可汗とした（以降は奉誠可汗と表記）。また、奉誠可汗は律支達干を唐へ派遣して、少寧国公主の喪の報告をさせた。8月、回鶻は吐蕃と葛邏禄（カルルク）を北庭で撃ち、これに勝利した。奉誠可汗はこの戦いで得た捕虜を唐に献上した。
貞元8年（792年）、奉誠可汗は薬羅葛炅を唐に入朝させた。
貞元11年（795年）2月、奉誠可汗が死去し、子がいなかったため、国人は宰相である骨咄禄（クトゥルグ）を立てて可汗とした。

## 可敦（カトゥン：皇后）
- 咸安公主

## 参考資料
- 『旧唐書』（本紀第十三 徳宗下、列伝第一百四十五 迴紇）
- 『新唐書』（列伝第一百四十二上 回鶻上）